# Lithops coleorum
Lithops coleorum är en isörtsväxtart som beskrevs av Steven A. Hammer och R. Uijs. Lithops coleorum ingår i släktet Lithops och familjen isörtsväxter. Inga underarter finns listade i Catalogue of Life.